# Albert Smith (Politiker, 1805)
Albert Smith (* 22. Juni 1805 in Cooperstown, New York; † 27. August 1870 in Milwaukee, Wisconsin) war ein US-amerikanischer Politiker. Zwischen 1843 und 1847 vertrat er den Bundesstaat New York im US-Repräsentantenhaus.

## Werdegang
Albert Smith besuchte vorbereitende Schulen. Dann zog er nach Batavia im Genesee County. Nach einem Jurastudium und seiner Zulassung als Rechtsanwalt begann er in diesem Beruf zu arbeiten. In seiner Heimat bekleidete er auch einige lokale Ämter. Politisch wurde er Mitglied der Mitte der 1830er Jahre gegründeten  Whig Party. Im Jahr 1840 war er Abgeordneter in der New York State Assembly.
Bei den Kongresswahlen des Jahres 1842 wurde Smith im 33. Wahlbezirk von New York in das US-Repräsentantenhaus in Washington, D.C. gewählt, wo er am 4. März 1843 die Nachfolge von Alfred Babcock antrat. Nach einer Wiederwahl konnte er bis zum 3. März 1847 zwei Legislaturperioden im Kongress absolvieren. Die Zeit bis 1845 war von den Spannungen zwischen Präsident John Tyler und den Whigs bestimmt. Außerdem wurde damals bereits über eine mögliche Annexion der seit 1836 von Mexiko unabhängigen Republik Texas diskutiert. Diese Diskussion führte zum Mexikanisch-Amerikanischen Krieg, der Smiths zweite Legislaturperiode prägte.
Im Jahr 1849 zog Albert Smith nach Milwaukee, wo er als Anwalt praktizierte. Zwischen 1851 und 1859 war er dort auch als Friedensrichter tätig; von 1859 bis 1870 war er Richter am dortigen Bezirksgericht. Er starb am 27. August 1870 in Milwaukee, wo er auch beigesetzt wurde.